# Johann Adam Maas

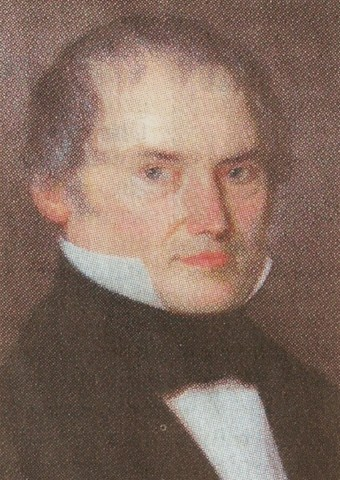
Badearzt Adam Maas

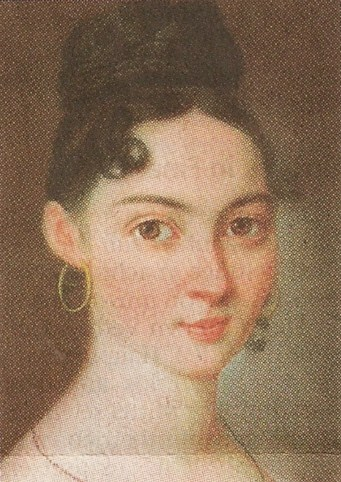
Ehefrau Eva Catharina

Johann Adam Maas (* 1784 in Würzburg; † 13. November 1852 in Bad Kissingen) war ein Badearzt in Bad Kissingen und Mitbegründer des Bad Kissinger Theresienspitals.

## Leben
Adam Maas studierte bei Adam Elias von Siebold („einer meiner würdigsten Schüler“) an der Julius-Maximilians-Universität Würzburg Medizin, ist dort am 21. Juli 1810 als Respondent genannt und veröffentlichte im August 1810 seine Dissertation Sistens glandulam thyreoideam tam sanam, quam morbosam eandemque inprimis strumosam. Er promovierte zum Doktor der Medizin und Chirurgie.
Während der napoleonischen Kriege war er bis 1814 als Arzt in einem Lazarett in Zell am Main bei Würzburg und als Feldchirurg im Offiziersrang beim Landwehr-Bataillon eingesetzt.
Er kam 1814 als 30-Jähriger in die Kurstadt Kissingen und wurde am 20. Mai 1814 zu dessen königlich bayerischen Distriktphysikus (Amtsarzt) und Landgerichtsarzt ernannt. Er war damit der Hauptbrunnen- und Salinen-Arzt in Kissingen, außerdem gleichzeitig Brunnenarzt im benachbarten Kurort Bocklet.
Als offiziell eingesetzter Brunnenarzt war er verpflichtet, im Kurbetrieb über die Einhaltung der Brunnen- und Badegesetze zu achten und die Salinen-Arbeiter zu betreuen. Außerdem unterstand ihm die Kontrolle der Apotheken, was er anscheinend nicht so genau nahm, denn die königliche Regierung des Untermainkreises in Würzburg ermahnte ihn 1821 wegen seiner nachlässigen Aufsicht.
1820 veröffentlichte er die erste Auflage seiner Schrift Kissingen und seine Heilquellen, die die Stahel’sche Buchhandlung mit 5,30 Gulden pro Bogen honorierte. Die erste Auflage, die auch in der medizinischen Fachwelt Beachtung fand, war 1828 vergriffen, weshalb 1830 eine zweite und stark erweiterte Auflage erschien. In seinem Buch stellte Maas die These auf, kein Kissinger Bürger seiner Zeit leide an Hämorrhoiden, da alle Heilwasser aus dem Maxbrunnen (Saurer Brunnen) tränken.
Im Jahr 1834 war Maas Mitbegründer des Kissinger „Theresienspitals“ für hilfsbedürftige Knechte und Mägde in den Kurhäusern, das aus einer Stiftung von Bayerns König Ludwig I. und dessen Ehefrau Therese finanziert wurde. Er war auch der Arzt dieses Krankenhauses, stiftete aber sein Jahresgehalt von 100 Gulden.
Im Jahr 1838 heißt es in der „Zeitung für die elegante Welt“: Die Badeärzte, Dr. Maas und Dr. Balling, beide Schriftsteller über Kissingen und von verdientem Rufe, sind vielbeschäftigt und können daher auch bei großer Willfährigkeit dem einzelnen Kranken nicht immer die nöthige Sorgfalt schenken. Maas war sehr vermögend und hatte sich außerhalb der früheren Stadtbefestigung am „Säuplan“ (heute: Ludwigstraße 17) ein ansehnliches Haus bauen lassen, das inzwischen allerdings nicht mehr besteht.
Er war Mitglied der „Philosophisch-Medizinischen Gesellschaft zu Würzburg“.
Seine Ehefrau Eva Catharina (1795–1819) starb schon im Alter von 24 Jahren an Tuberkulose. Auch zwei Töchter starben im Kindesalter. Lediglich Tochter Eva Amalie Therese (* 27. März 1818 in Bad Kissingen; † 21. Januar 1894 ebenda) überlebte und heiratete am 9. Oktober 1837 als 19-Jährige den Kissinger Badearzt Heinrich Carl Welsch (1807–1882).
Maas starb 1852 als ältester Brunnenarzt in Bad Kissingen und wurde auf dem dortigen Kapellenfriedhof beigesetzt.

## Veröffentlichungen
- Sistens glandulam thyreoideam tam sanam, quam morbosam eandemque inprimis strumosam. Dissertation. Würzburg 1810.
- Kissingen und seine Heilquellen. Stahel’sche Buchhandlung, Würzburg 1820.
- Bade-Chronik vom Jahre 1821 von Kissingen. In: Christoph Wilhelm Hufeland: Journal der Heilkunde. Band 54, 1822, S. 118.
- Beobachtungen über die heilsamen Wirkungen der Mineralquelle zu Kissingen. In: Johannes B. Friedreich: Notizen über Bayerns Bäder und Heilquellen. Verlag Friedrich Campe, Nürnberg 1827, S. 91. (Digitalisat)

## Orden und Auszeichnungen
- 1844: Ritterkreuz des kaiserlich russischen Orden des Heiligen Wladimir 4. Klasse[12]